# أرواح الله السبعة
أرواح الله السبعة هي سبعة أرواح ذكرت في سفر رؤيا يوحنا.

## رؤيا
رؤيا 1: 4
«يُوحَنَّا، إِلَى السَّبْعِ الْكَنَائِسِ الَّتِي فِي أَسِيَّا: نِعْمَةٌ لَكُمْ وَسَلاَمٌ مِنَ الْكَائِنِ وَالَّذِي كَانَ وَالَّذِي يَأْتِي، وَمِنَ السبعة الأرواح الَّتِي اَمَامَ عَرْشِهِ،»
رؤيا 3: 1
«وَاكْتُبْ إِلَى مَلاَكِ الْكَنِيسَةِ الَّتِي فِي سَارْدِسَ:«هذَا يَقُولُهُ الَّذِي لَهُ سبعة أرواح اللهِ وَالسَّبْعَةُ الْكَوَاكِبُ: أَنَا عَارِفٌ أَعْمَالَكَ، أَنَّ لَكَ اسْمًا أَنَّكَ حَيٌّ وَأَنْتَ مَيْتٌ».
رؤيا 4: 5
«الْعَرْشِ يَخْرُجُ بُرُوقٌ وَرُعُودٌ وَأَصْوَاتٌ. وَأَمَامَ الْعَرْشِ سَبْعَةُ مَصَابِيحِ نَارٍ مُتَّقِدَةٌ، هِيَ سبعة أرواح الله».
رؤيا 5: 6
«فَقَالَ لِي وَاحِدٌ مِنَ الشُّيُوخِ:«لاَ تَبْكِ. هُوَذَا قَدْ غَلَبَ الأَسَدُ الَّذِي مِنْ سِبْطِ يَهُوذَا، أَصْلُ دَأوُدَ، لِيَفْتَحَ السِّفْرَ وَيَفُكَّ خُتُومَهُ السبعة»

## وصلة خارجية
- الأرواح السبعة أمام العرش الإلهي